# Придніпрянська сільська рада
Придніпрянська сільська рада (до 2016 року — Радянська) — колишній орган місцевого самоврядування у Кобеляцькому районі Полтавської області з центром у c. Придніпрянське.

## Населені пункти
Сільраді були підпорядковані населені пункти:
- c. Придніпрянське